# Фрідом-тауер
25°46′48″ пн. ш. 80°11′23″ зх. д. / 25.78° пн. ш. 80.189722° зх. д.
Фрідом-тауер, Вежа свободи (англ. Freedom Tower, ісп. Torre de la Libertad) — вежа у Маямі, штат Флорида, спроектована архітектурною фірмою Шульце й Вівер. Тепер вежа використовується як музей сучасного мистецтва та центральний офіс для різних мистецьких дисциплін, що викладаються Маямі-Дейд коледжем. Вона розташована на бульварі Біскейн, 600 у Вольфсонському кампусі в Маямі-Дейд коледжі. 1979 року вежа додана до Національного реєстру історичних місць. Вежа є Національною історичною пам'яткою США з 2008 року за її роль у прийомі кубинців, що втікають у Флориду. 2012 року вежа додана до списку Архітектура Флориди: 100 років. 100 місць як Вежа свободи / колишня Маямі ньюс й Метрополіс будівля.
Біля Вежи Свободи розташовані станції Маямського метрополітену: Говернмент центр та Історичній Овертаун/Ліричний театр, а також станцією метромувера Фрідом тауер на петлі Омні.

## Історія
Спочатку зведена у 1925 році як штаб-квартира та друкарня газети Маямі ньюс (The Miami News), Фрідом тауер була зразком споруди у стилі Середземноморського відродження з елементами дизайну, запозиченого у Хіральді у Севільї, Іспанія. Його купол на 255-метровій вежі містив декоративний маяк.

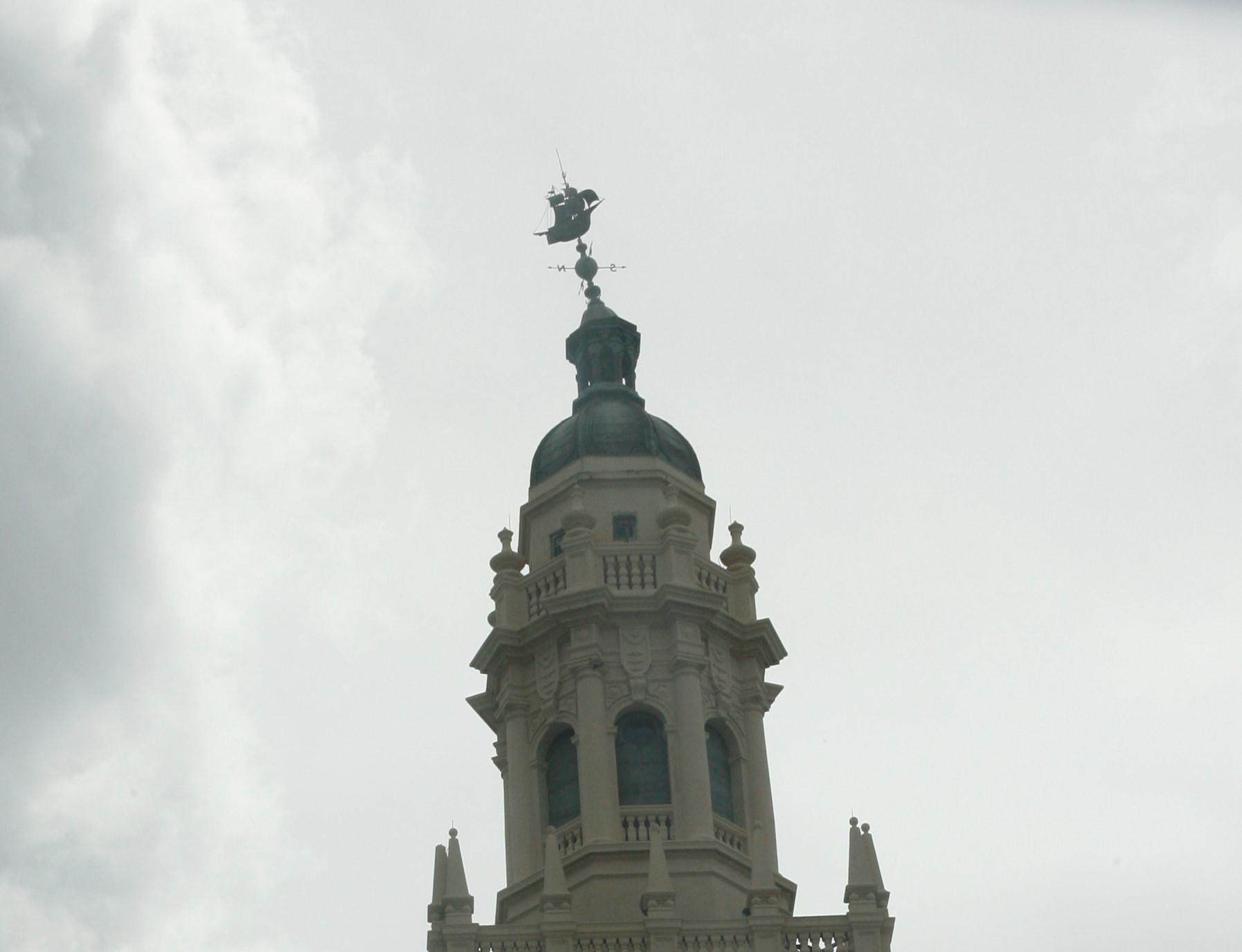
Купол Вежі Свободи

Гезета Маямі ньюс звільнили будівлю в 1957 році й переїхала у нове місце на річці Маямі. Коли біженці з Куби, що рятувалися від комуністичного режиму Фіделя Кастро, прибули до Маямі у 1960-х роках, федеральний уряд використовував цю будівлю для обробки, документування та надання медичних та стоматологічних послуг для кубинських біженців. Після закінчення великого потоку біженців у 1972 році федеральний уряд продав будівлю приватним покупцям у 1974 році. У 1979 році будівля була внесена до Національного реєстру історичних місць.
У 1997 році будинок було придбано за 4,1 млн доларів сім'єю Хорхе Мас Каноса, засновника компанії MasTec та ініціатора Кубинського американського національного фонду. Родина Мас відновила вежу до початкового стану та перетворила її на пам'ятник кубинським біженцям, що втекли до США. Тут розміщувались музей, бібліотека, зал для нарад та офіси Кубинського американського національного фонду. Легендарна Селія Круз була увічнена у Вежі Свободи після її смерті у 2003 році, коли на заходи прийшло понад 200 000 людей.
У 2005 році сім'я Мас та Педро Мартін [Архівовано 5 серпня 2019 у Wayback Machine.] та його компанія Terra Group передали «Вежу Свободи» коледжу Маямі-Дейд. Тепер вона використовується як музей, культурний центр та навчальний центр.
Будівля набуває значну кількість місцевого визнання за свої основні виставки та зростає як інститут мистецтва. MDC музей мистецтва і дизайну [Архівовано 14 березня 2022 у Wayback Machine.] розташовано на 2-му поверсі будівлі та пропонує широкий вибір експонатів, є безкоштовним та відкритими для громадськості.
Коледж Маямі-Дейд приймав кілька великих виставок, включаючи виставки робіт Далі, Гоя та Да Вінчі. У Вежі Свободи розташовано Кубинський американський музей.
13 квітня 2015 року кубинсько-американський сенатор з Флориди Марко Рубіо вибрав Вежу Свободи як місце оголошення своєї президентської кампанії, посилаючись на значення місця як маяк, що представляє свободу для кубино-американців.

## Галерея

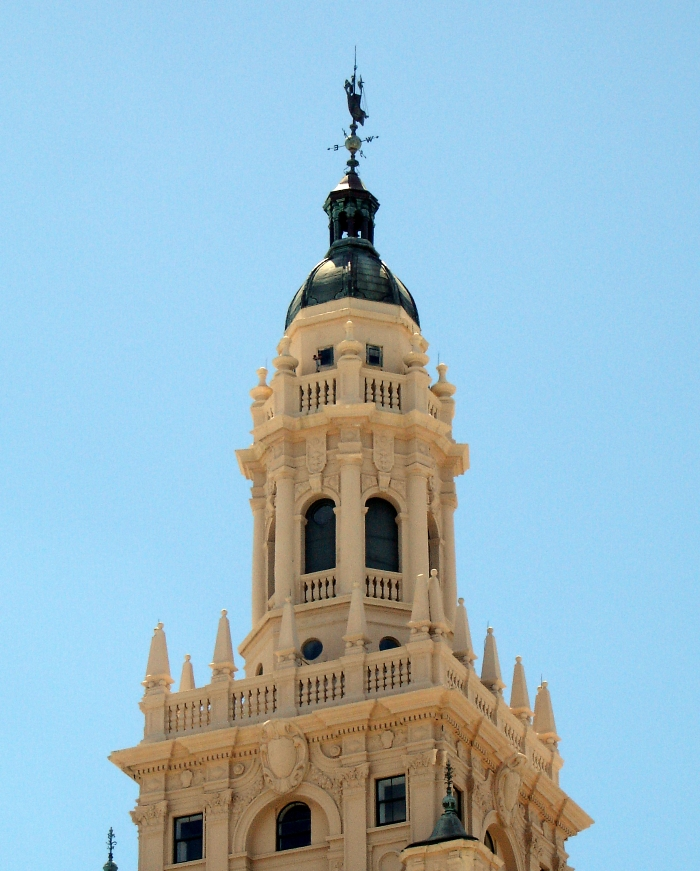
Купол Вежі Свободи
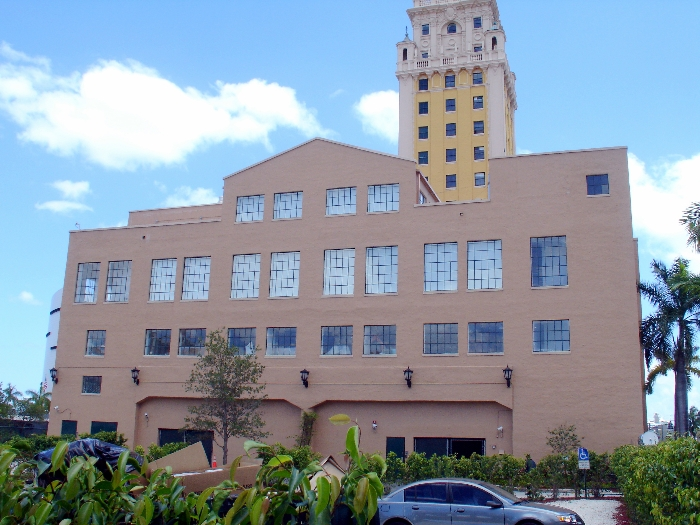
Задна сторона вежі
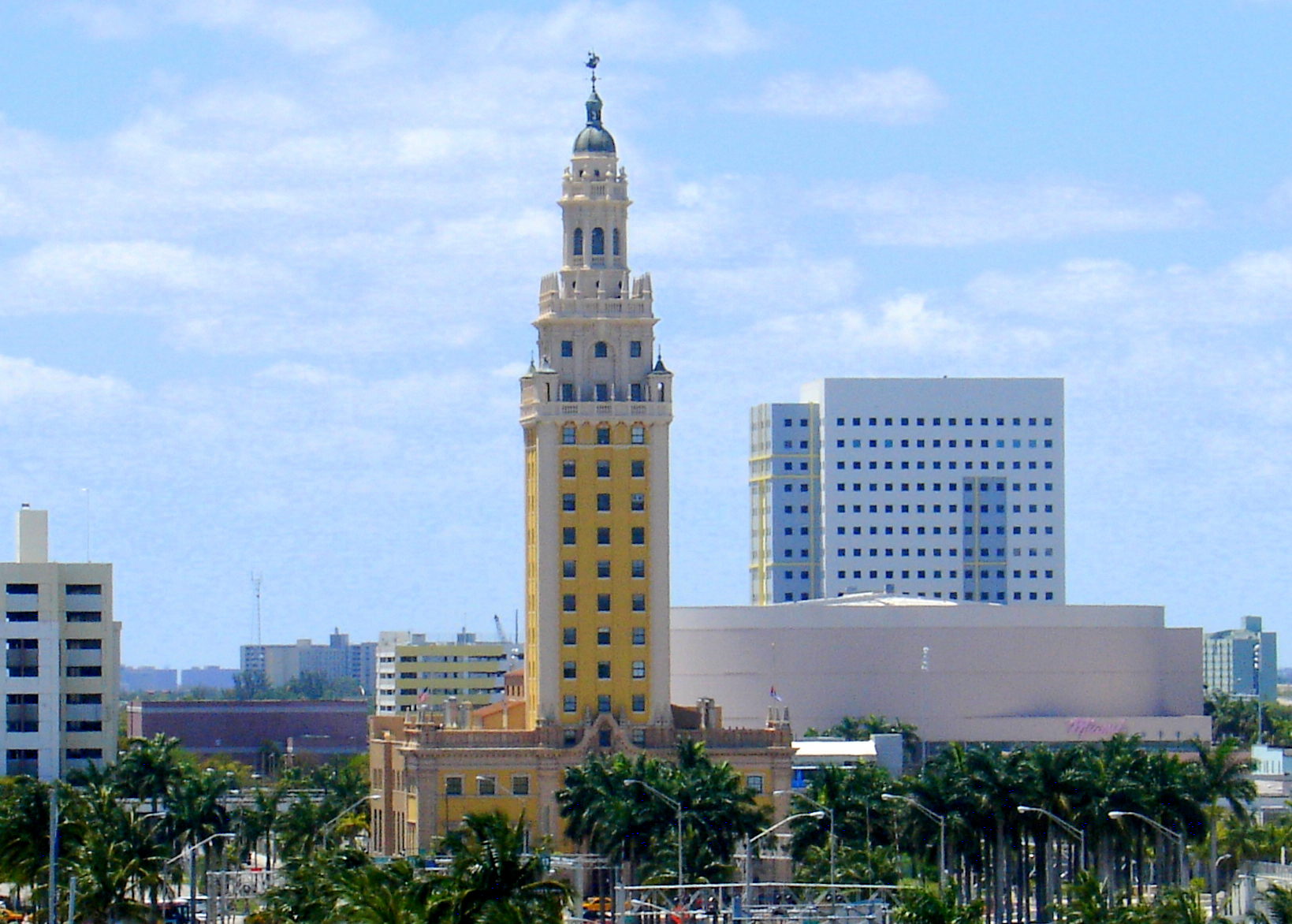
2007 року з Портового мосту, що дивиться на Захід, перед знесенням помітно Маямі Арену на задньому плані
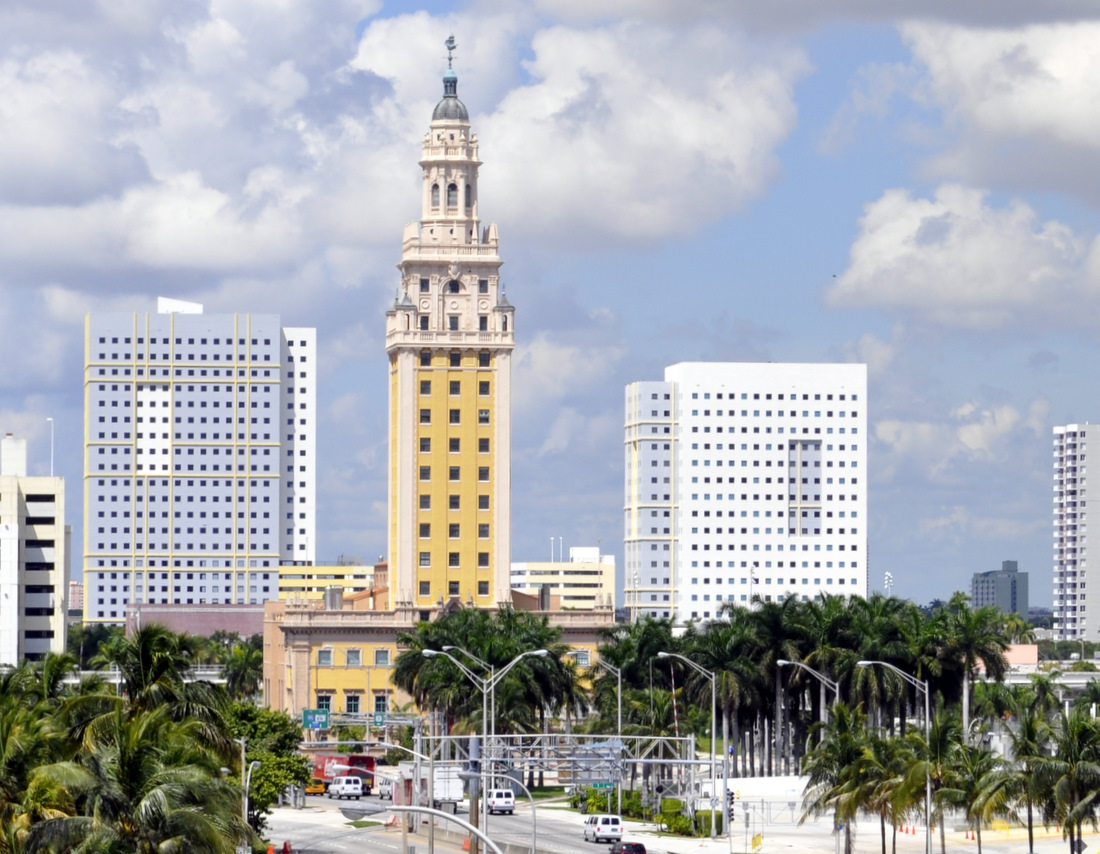
З портового мосту дивитися на захід
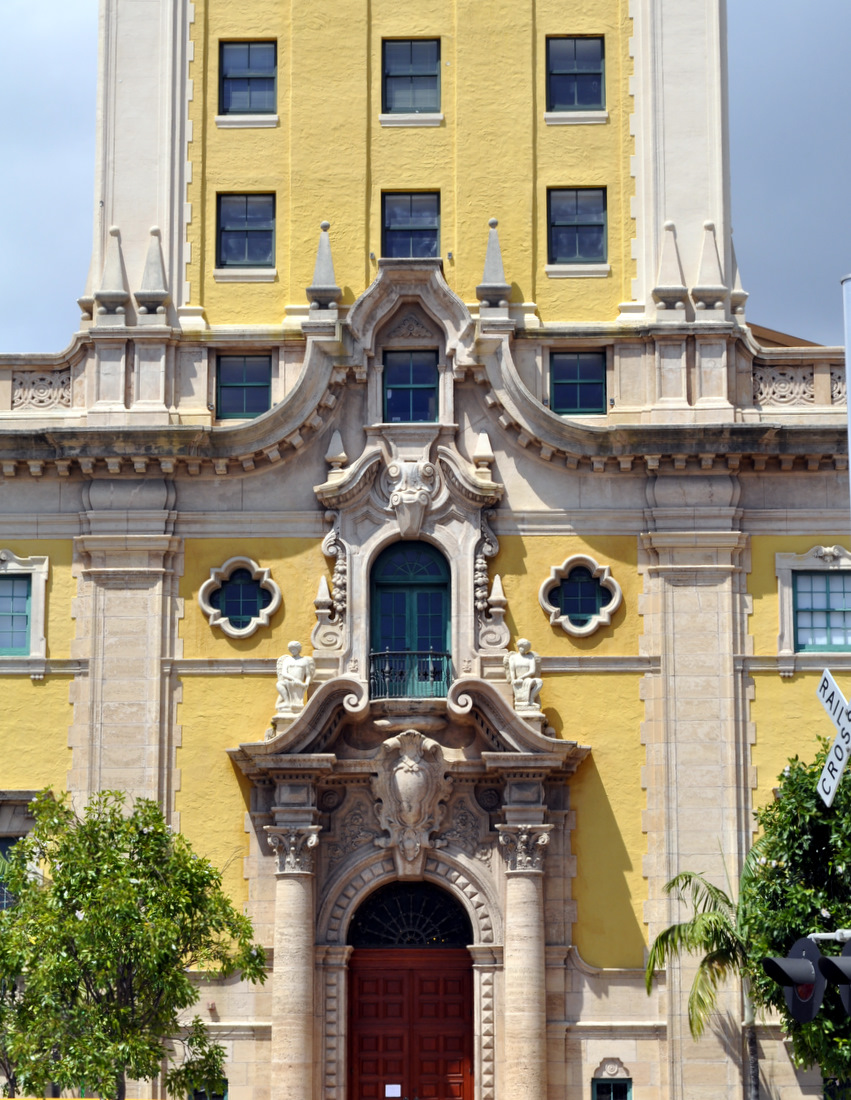
Зблизька спереду у 2010 році
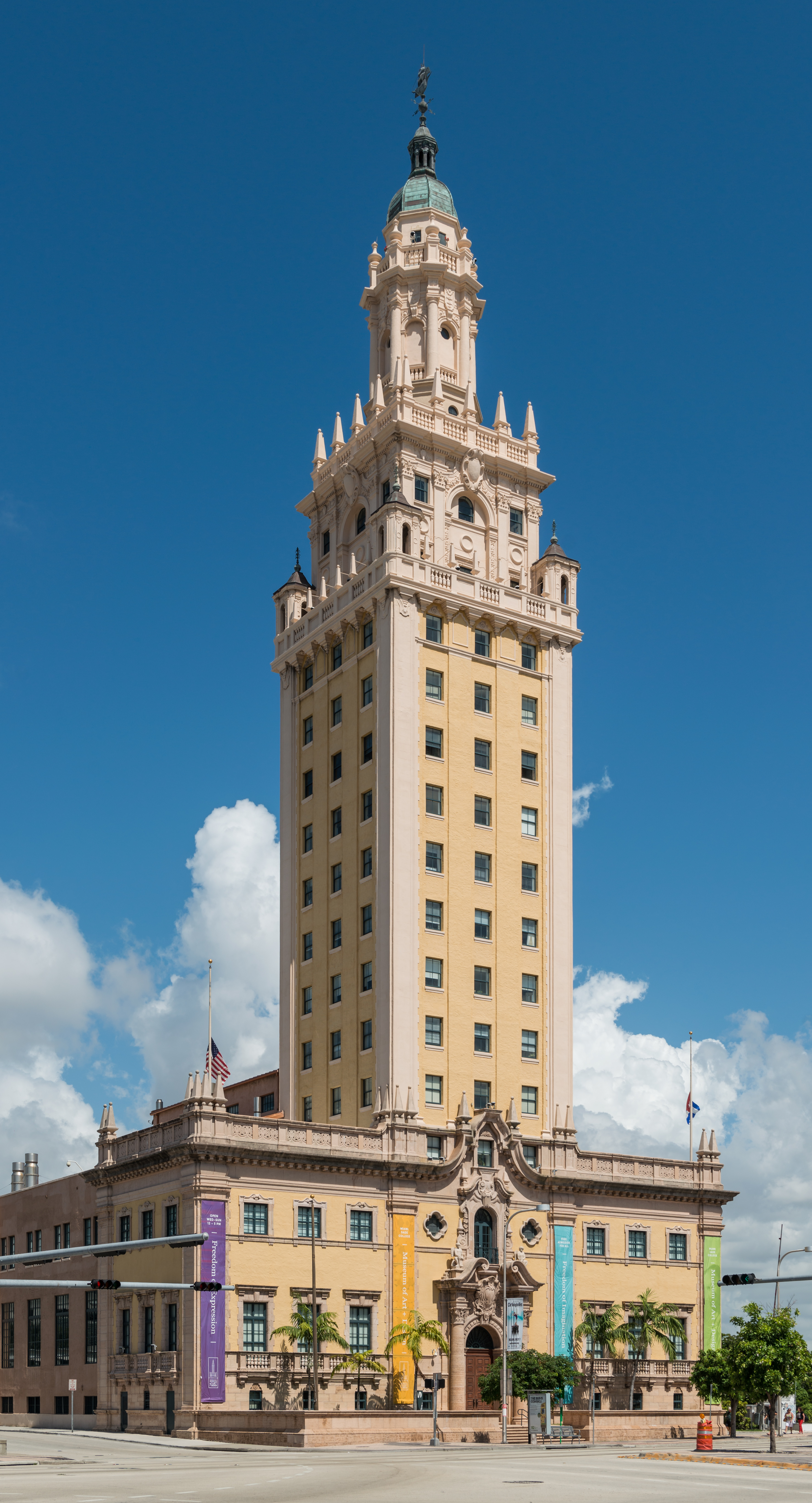
Фасад будівлі з бульвару Біскайн у 2016 році
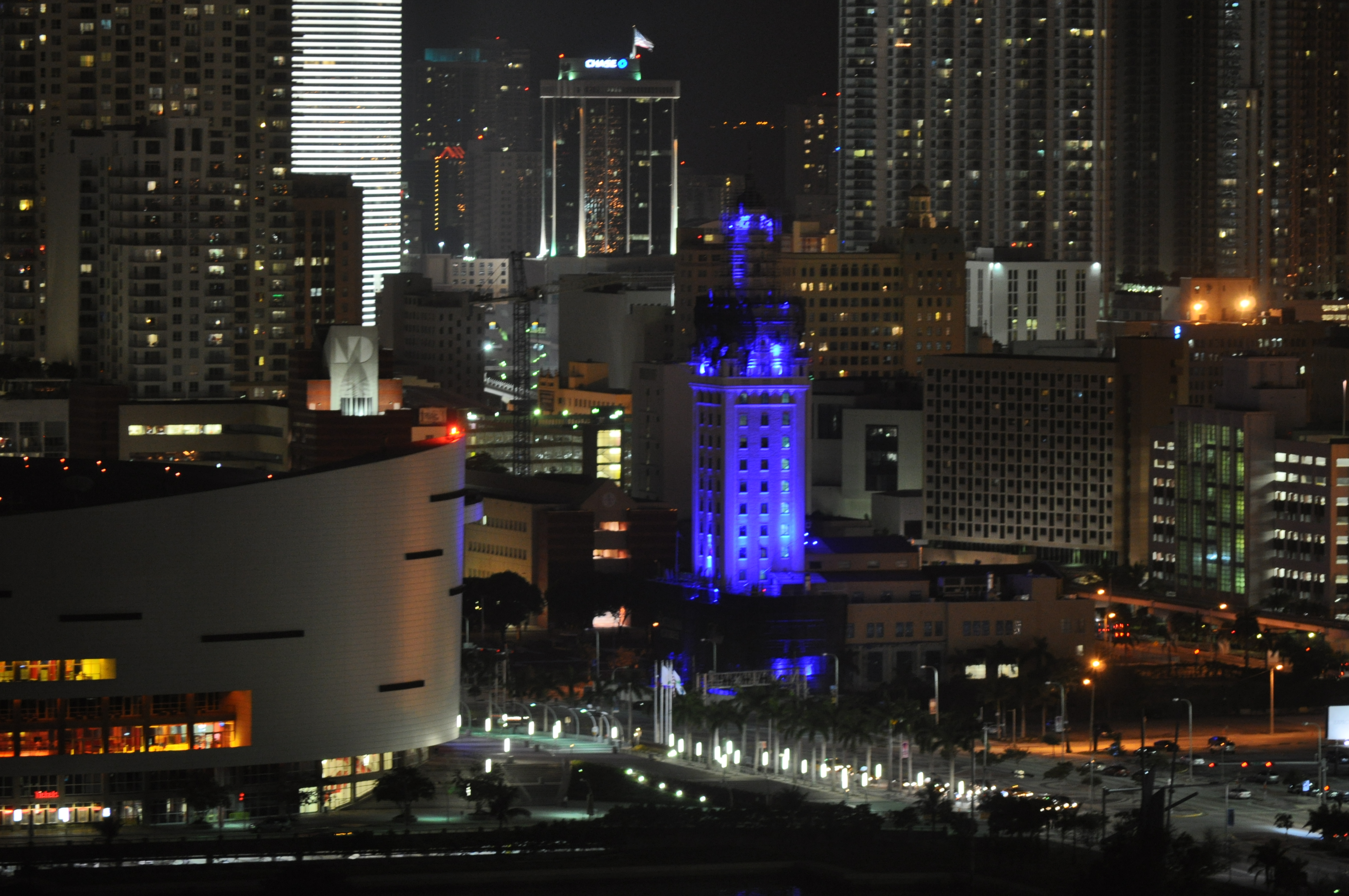
2011 рік. Вежа Свободи вночі з багатим фіолетовим освітленням
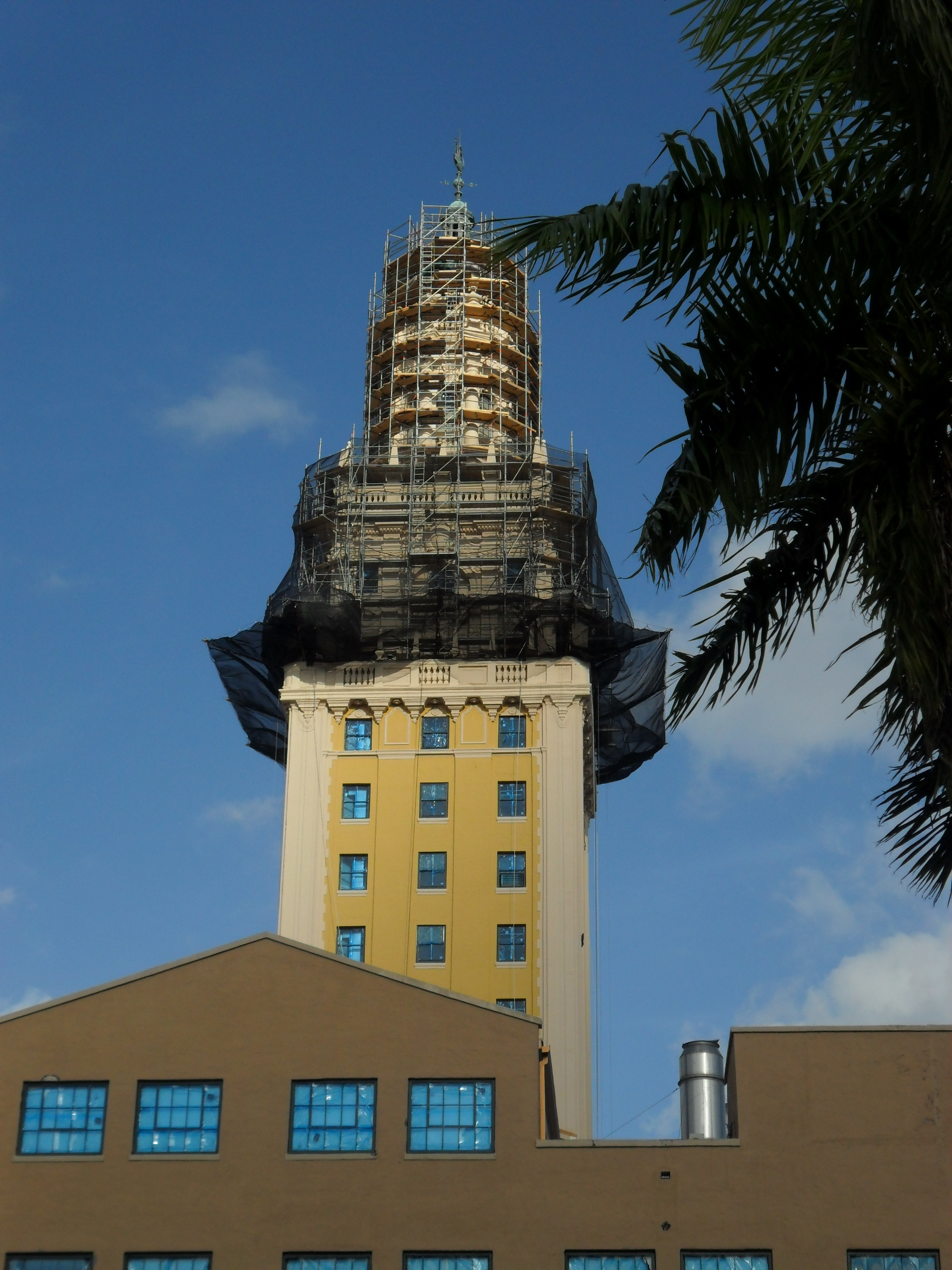
Технічне обслуговування на Вежі Свободи у 2010/2011 рр., вид на захід
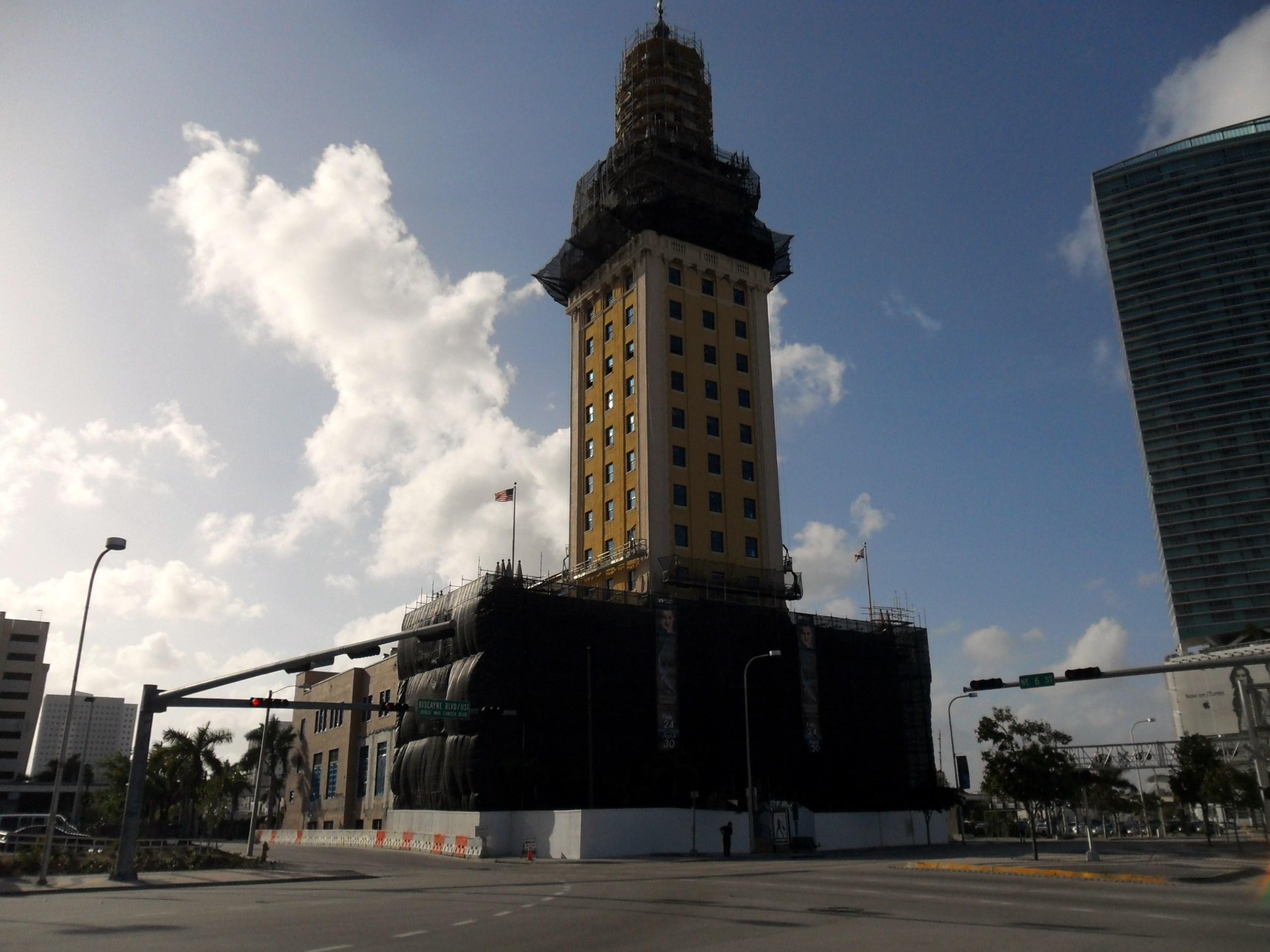
Роботи зі збереження / обслуговування на вежі (березень 2011 р.)
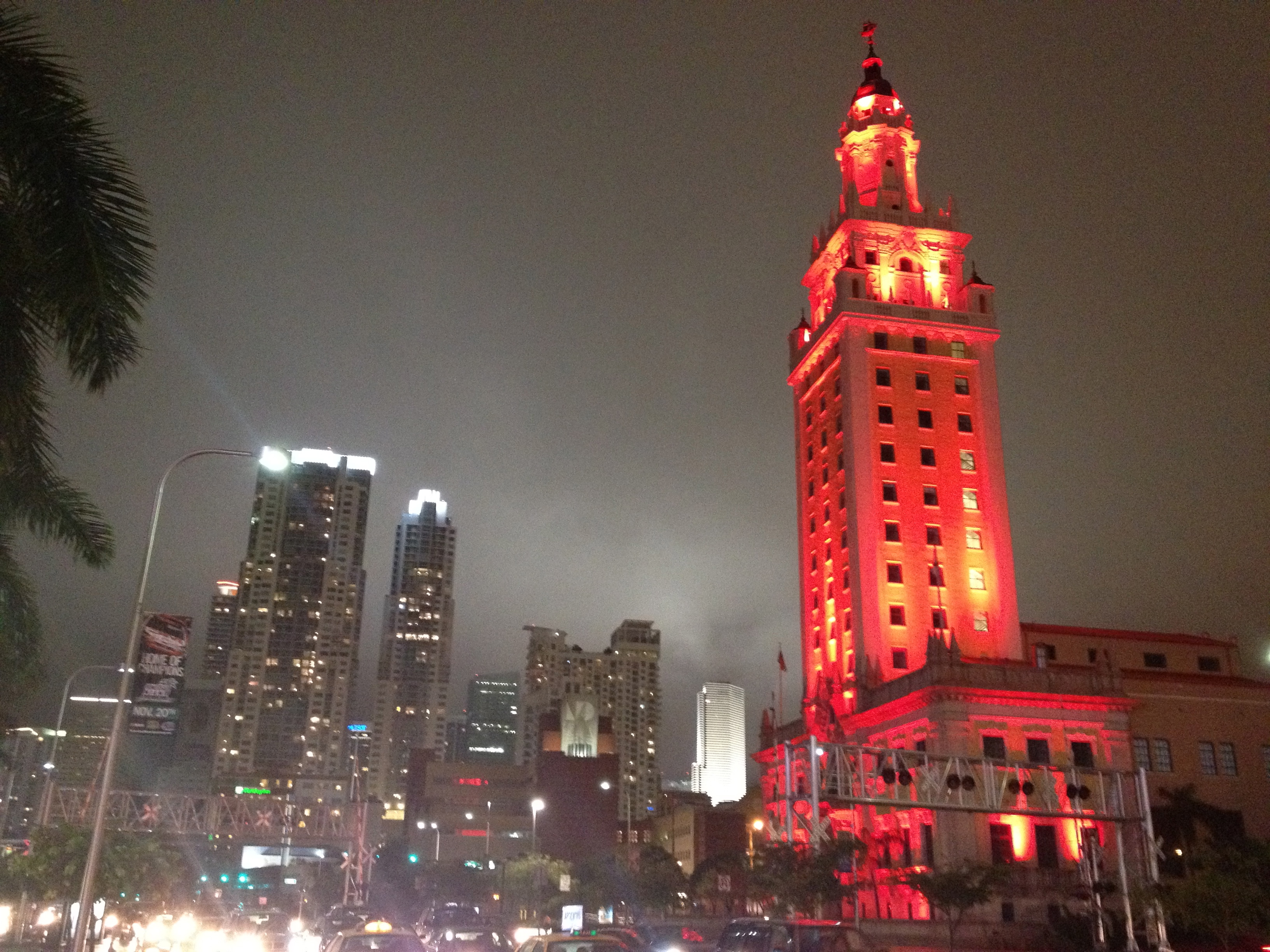
Хмарна та дощова ніч
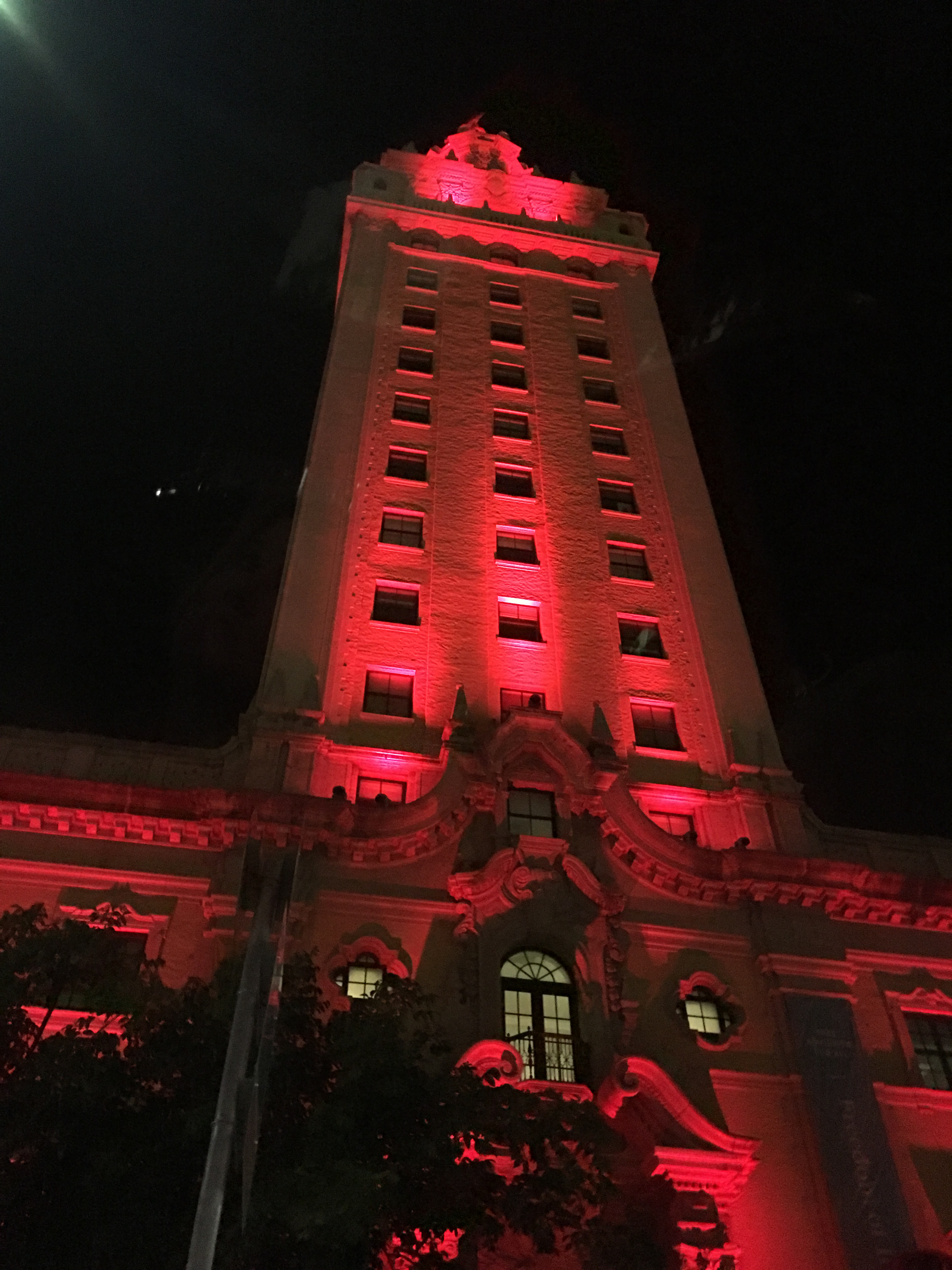
Вежа свободи в центрі Маямі, штат Флорида, 26 листопада 2016 року, на наступний день після того, як пішов Фідель Кастро.
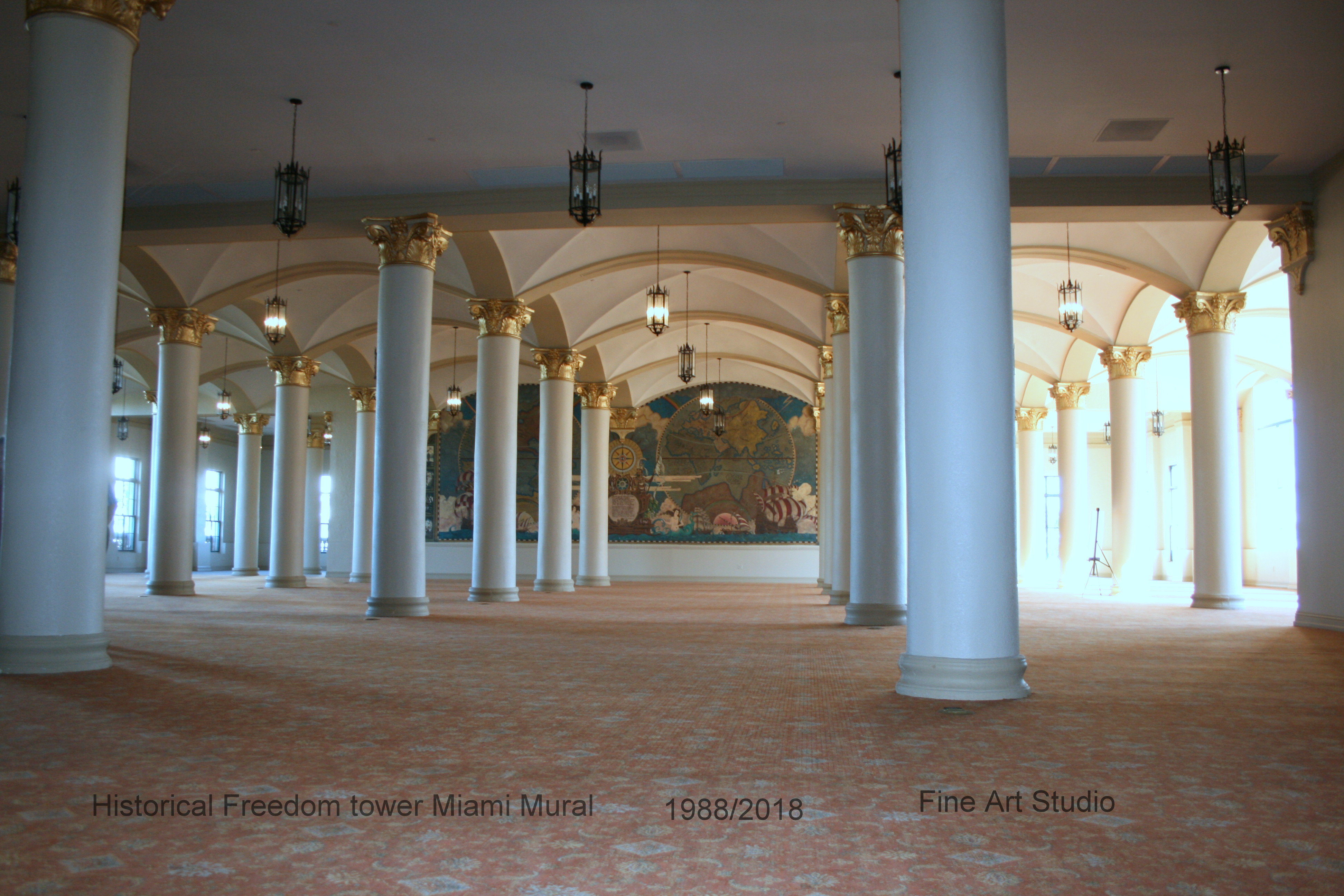
"Фреска" Freedom Tower Miami New World Fral 1513 "на зображенні центрального фрески представлені Хуан Понсе де Леон та головна Вежа Свободи Текеста Маямі Мурал 1988 року, намальована Маямі Артізанс у 1988 році Вейд С.Фой, Джон Конрой, У Марк Культхард, Ана Бікіч